# Oxyrhopus rhombifer
Espèce
Synonymes
- Oxyrhopus subpunctatus Duméril, Bibron & Duméril, 1854
- Oxyrhopus dorbignyi Duméril, Bibron & Duméril, 1854
- Coronella bachmanni Weyenberg, 1876
- Oxyrhopus rhombifer septentrionalis Vellard, 1943
- Leptodira weiseri Müller, 1923
- Oxyrhopus rhombifer var. inaequifasciata Werner, 1909
- Pseudoboa ornata Hoge & Mertens, 1955

Oxyrhopus rhombifer est une espèce de serpents de la famille des Dipsadidae.

## Répartition
Cette espèce se rencontre :
- au Brésil ;
- au Pérou ;
- en Bolivie ;
- au Paraguay ;
- en Uruguay ;
- en Argentine.

## Liste des sous-espèces
Selon The Reptile Database (2 septembre 2013) :
- Oxyrhopus rhombifer bachmanni (Weyenbergh, 1876)
- Oxyrhopus rhombifer inaequifasciatus Werner, 1909
- Oxyrhopus rhombifer rhombifer Duméril, Bibron & Duméril, 1854

## Publications originales
- Duméril, Bibron & Duméril, 1854 : Erpétologie générale ou histoire naturelle complète des reptiles. Tome septième. Deuxième partie, p. 781-1536 (texte intégral).
- Werner, 1909 : Über neue oder seltene Reptilien des Naturhistorischen Museums in Hamburg. Jahrbuch der hamburgischen Wissenschaftlichen Anstalten, vol. 26, p. 205-247 (texte intégral).
- Weyenbergh, 1876 "1875" : Coronella bachmanni n. sp.. Periódico Zoológico, vol. 2, p. 193-195 (texte intégral).